# Общественная польза (издательство)
Общественная польза — издательство Российской империи.
В 1858 году был создан «Торговый дом под фирмою Ст. Дм. Струговщикова, Г. Дан. Похитонова, Ник. Ив. Водова и К», целью которого было издание популярной литературы по разным отраслям «естествоведения», а также организация публичных общеобразовательных лекций. В 1860 году он был преобразован в паевое товарищество, которое получило название «Общественная польза»; в 1862 году капитал товарищества утверждён в объёме 8 тысяч паёв по 50 рублей каждый.
Издательство осуществляло выпуск книг разной степени трудности: это и естественно-научные издания (в т. ч. книги Д. И. Менделеева и под его редакцией; К. А. Тимирязева и др.), и солидные исторические труды (Н. И. Костомарова, П. П. Пекарского, С. М. Соловьёва, Л. Блана и др.), и художественные книги для юношества («Дон Кихот», «Робинзон Крузо») и детей (Записки осла, Приключения Сонички Софьи Сегюр), и научно-популярные издания, и переводы.
Издательством были выпущены такие книги, как: 
- «Курс общей минералогии» Леймери (1861),
- «Руководство к первоначальному ознакомлению с логикой» П. А. Коропцева (1861),
- «О церковном богослужении» (в 2 ч.) И. С. Беллюстина (1862),
- «Описание улиц С.-Петербурга» Н. И. Цылова,
- «История Императорского Вольного экономического общества» А. И. Ходнева (1865),
- «Очерки Англии» Леона Фоше,
- сочинения С. В. Максимова («Год на Севере», «На Востоке», «Край крещеного света», «Бродячая Русь Христа-ради»),
- «Русские люди. Биографические очерки Владимира Новаковского»,
- полное собрание сочинений А. С. Пушкина под редакцией А. М. Скабичевского в 10 томах (1891),
- «О химическом способе хлебопечения (Архивная копия от 28 ноября 2021 на Wayback Machine») Либиха (1869),
- «Заметки о Всероссийской мануфактурной выставке 1870 года (Архивная копия от 28 ноября 2021 на Wayback Machine») Л. А. Верховцева (1870)

В 1895 году издательство было вынуждено прекратить свою деятельность. Однако книги под маркой «Типографія Товарищества „Общественная польза“» продолжали выходить вплоть до 1917 года.